# Limacella whereoparaonea
Limacella whereoparaonea är en svampart som beskrevs av G.S. Ridl. 1993. Limacella whereoparaonea ingår i släktet Limacella och familjen Amanitaceae.   Inga underarter finns listade i Catalogue of Life.